# (653) Berenice
(653) Berenice és un asteroide que pertany al cinturó d'asteroides descobert el 27 de novembre de 1907 per Joel Hastings Metcalf des de l'observatori de Taunton, als Estats Units d'Amèrica.Forma part de la  família asteroidal d'Eos.

## Designació i nom
Berenice va rebre inicialment la designació de 1907 BK.
Més endavant, es va nomenar en honor de la reina egípcia Berenice II (269-221 aC), esposa de Ptolemeu III.

## Característiques orbitals
Berenice orbita a una distància mitjana de 3,015 ua del Sol; pot allunyar-se fins a 3,134 ua. La seva inclinació orbital és 11,29° i l'excentricitat 0,03968. Triga 1.912 dies a completar una òrbita al voltant del Sol. Forma part de la família asteroidal d'Eos.